# Mexiko na Letních olympijských hrách 1936
Mexiko se účastnilo Letní olympiády 1936 v německém Berlíně. Zastupovalo ho 32 mužů v 8 sportech.

## Medailisté
| Medaile | Jméno | Sport     | Soutěž                       |
| ------- | --- | --------- | ---------------------------- |
| Bronz   | Carlos Borja Víctor Borja Rodolfo Choperena Luis de la Vega Raúl Fernández Andrés Gómez Silvio Hernández Francisco Martínez Jesús Olmos José Pamplona Greer Skousen | Basketbal | Turnaj mužů                  |
| Bronz   | Fidel Ortiz | Box       | Muži váha bantamová do 54 kg |
| Bronz   | Juan Gracia Julio Mueller Antonio Nava Alberto Ramos | Pólo      | Družstvo mužů                |